# George Masa
George Masa, né Masahara Iizuka le 20 janvier 1881 à Osaka (Japon) et mort le 21 juin 1933 à Leicester (comté de Buncombe, Caroline du Nord), est un homme d'affaires et photographe japonais de grands formats.

## Parcours

### Aux États-Unis
Né Masahara Iizuka, George Masa serait arrivé aux États-Unis en 1901 ou 1906. En 1915, il s'installe à Asheville, en Caroline du Nord, où il résidera les dix-huit dernières années de sa vie.
Après avoir travaillé pour le Grove Park Inn comme chasseur et valet de chambre, Masa quitte l'auberge pour occuper un poste de photographe en février 1919. Finalement, il fonde le Plateau Studio (entreprise qu'il vend plus tard et qui est encore en activité aujourd'hui). Parmi ses clients figurent certains des citoyens les plus riches de la ville.

### Les Great Smoky Mountains
Masa développe un intérêt pour les montagnes de l'ouest de la Caroline du Nord et travaille sans relâche — et à ses frais — pour leur conservation. Il utilise son matériel photographique et un odomètre qu'il fabrique à partir d'un vieux vélo. Masa catalogue méticuleusement un grand nombre de sommets, les distances qui les séparent et les noms à eux donnés par les colons locaux et les Cherokee.  Il est ami avec Horace Kephart (en) et tous deux travaillent de conserve pour s'assurer qu'une grande partie des Great Smoky Mountains soit établie comme parc national. Masa observe et marque également toute la partie de la Caroline du Nord du sentier des Appalaches.

### Décès et postérité
Masa meurt de la grippe en 1933 à l'hôpital du comté de Buncombe, à Leicester. Il est enterré dans le cimetière Riverside d'Asheville, bien qu'il ait souhaité être inhumée à côté de son ami Kephart, près de Bryson City, en Caroline du Nord .
Un an après le décès de Masa, le parc national des Great Smoky Mountains est officiellement créé,. En 1961, une montagne de 1 733 m de haut, située dans le parc, à côté du mont Kephart, est nommée Masa Knob en son honneur,.

## Documentaires
L'intérêt pour la vie de Masa est relancé par des cinéastes documentaristes plus de soixante ans après sa mort. Bonesteel Films a publié un documentaire de 90 minutes sur George Masa en 2003. Par ailleurs, le documentaire en plusieurs parties de Ken Burns, intitulé The National Parks: America's Best Idea (en), mentionne George Masa dans son quatrième épisode (1920–1933), diffusé pour la première fois le 30 septembre 2009,.